# ژرمنیکوس ۱۰۲۰۸
سیارک ۱۰۲۰۸ (به انگلیسی: 10208 Germanicus، نامگذاری:1997QN1)۱۰۲۰۸مین سیارک کشف شده‌است که در ۳۰ اوت ۱۹۹۷ کشف شد.